# Parlament Južnog Sudana
Parlament Južnog Sudana je glavno zakonodavno tijelo te novonastale afričke zemlje a osnovan je 2005. godine, shodno odredbama Ustava Južnog Sudana. Parlament čini 170 zastupnika koji su izabrani na općim izborima raspisanim 2010., na temelju Sveobuhvatnog mirovnog sporazuma. Vladajuću većinu u parlamentu Južnog Sudana ima Narodni pokret za oslobođenje Sudana (70%) a slijede ga Nacionalni kongres (15%) i ostale stranke (također 15%).
Skupština zasjeda u glavnom gradu Jubi a trenutni predsjednik parlamenta je James Wani Igga a njegov zamjenik je Lawrence Lual Lual.

## Stranke u parlamentu Južnog Sudana
| Južni Sudan                                                   | Južni Sudan  | Južni Sudan            | Južni Sudan        |
| Stranka                                                       | Akronim      | Vođa                   | Br. zastup. mjesta |
| ------------------------------------------------------------- | ------------ | ---------------------- | ------------------ |
| Narodni pokret za oslobođenje Sudana                          | SPLM         | Dr. Ann Itto           | 112                |
| Nacionalni kongres                                            | NCP          | Riek Gai               | 25                 |
| Unija afričkih partija Sudana 1                               | USAP 1       | Joseph Ukel            | 7                  |
| Unija afričkih partija Sudana 2                               | USAP 2       | James Elioba Sururu    | 4                  |
| Ujedinjeni demokratski forum Sudana                           | UDSF         | bez vođe               | 4                  |
| Južnosudanski demokratski forum                               | SSDF         | Dr. Martin Elia Lomuro | 4                  |
| Ujedinjena demokratska fronta                                 | UDF          | Peter Abdrhaman Sule   | 4                  |
| Afrička nacionalna unija Sudana                               | SANU         | Dr. Toby Maduot        | 4                  |
| Sudanski narodno-oslobodilački pokret za demokratske promjene | SPLM-DC      | Dr. Lam Akol           | 4                  |
| Južnosudanske obrambene snage                                 | SSDF         | Paulino Matip Nhial    | 3                  |
| Nezavisni zastupnici                                          | bez akronima | bez vođe               | 3                  |